# Karen Iversdatter Krabbe
Karen Iversdatter Krabbe (née en 1637, décédée en 1702), est une noble danoise. 
Elle est la fille du gouverneur général de Norvège Iver Krabbe, et de Karen Ottesdatter Marsvin (1610-80). Le 23 juillet 1670, elle épouse à Copenhague le futur vice-gouverneur général de Norvège, Juste Høeg. Dans le mariage elle apporte des biens situés dans la région de Scanie.
Elle est décédée le 8 décembre 1702 à Christiania, et a été enterré au côté de son mari dans la Cathédrale d'Oslo.